# Wahlen (Bâle-Campagne)
Pour les articles homonymes, voir Wahlen.
Wahlen est une commune suisse du canton de Bâle-Campagne, située dans le district de Laufon.

## Géographie
Le territoire de Wahlen s'étend sur 5,42 km2. Lors du relevé de 2013-2018, les surfaces d'habitations et d'infrastructures représentaient 12,0 % de sa superficie, les surfaces agricoles 54,3 %, les surfaces boisées 33,8 % et les surfaces improductives 0,0 %.

## Population et société

### Surnom
Les habitants de la commune sont surnommés die Geschwellten Erdäpfel, soit les pommes de terre bouillies.

## Histoire

Vue aérienne (1953)